# 漢文伝
漢文伝（かんぶんでん）は、中国正史の紀伝体や日本正史の国史体の影響を受けて書かれた漢文による伝記のこと。
日本の正史であった六国史は、原則として漢文による編年体の体裁を取っているが、『日本書紀』以外の5史においては高官あるいは高僧の死亡記事の際に当該人物の伝記（薨伝）を挿入する事が行われた（国史体）。初期のものは、単なる業績のみの記述に留まったが、時代が下るにつれて様々なエピソードが盛り込まれるようになっていった。後にこうした国史や中国の『史記』に代表される歴史書の列伝の影響を受けて、個人の顕彰のためにその伝記が書かれる事が行われるようになった。
奈良時代に藤原鎌足以下3代の伝記を記した『家伝』や『聖徳太子伝暦』が著され、平安時代に入ると、都良香（正史『日本文徳天皇実録』の編者）の『道場法師伝』、三善清行の『藤原保則伝』・『円珍和尚伝』、紀長谷雄の『恒貞親王伝』などが著された。また、作者不詳の『続浦島伝』のように史実よりも創作性を重視した作品も現われるようになり、後の物語文学にも影響を与えた。